# ريوسوكي كاغاوا
ريوسوكي كاغاوا (باليابانية: 香川 良介) هو ممثل ياباني، ولد في 10 أكتوبر 1896 في اليابان، وتوفي في 17 أبريل 1987.

## أعمال

### أفلام
- (1953) بوابة الجحيم
- (1954) المأمور سانشو
- سيف الموت (1966)

## وصلات خارجية
- ريوسوكي كاغاوا على موقع IMDb (الإنجليزية)
- ريوسوكي كاغاوا على موقع قاعدة بيانات الفيلم (الإنجليزية)